# Enrique van Rysselberghe Varela
Enrique van Rysselberghe Varela (Concepción, 4 de abril de 1937 - Campanario, 21 de enero de 2013) fue un arquitecto, empresario y político chileno de derecha, diputado por su ciudad natal entre 1998 y 2002.

## Biografía
Hijo de Enrique van Rysselberghe Martínez —alcalde de Concepción en la década de 1970—, y Julieta Varela Santa María —descendiente del presidente Domingo Santa María (1881-1886)—, estudió arquitectura en la Universidad Católica y después creó varias empresas, entre Arenas Bío-Bío.
Militante de derecha como su padre, ingresó la conservadora Unión Demócrata Independiente (UDI), llegando a ser presidente regional. Como escribió en su tiempo Francisco Torrealba para la revista Sábado de El Mercurio, «si bien siempre fue un decidido seguidor de la dictadura de Pinochet, Enrique van Rysselberghe Varela no tenía muy claro en qué partido militar, así que en cuanto partió el gobierno de Aylwin fue a las sedes de la UDI y Renovación Nacional para evaluar en cuál fichaba. Al llegar a esta última se dio cuenta de que las fotos de Pinochet que durante los 80 adornaban las paredes ya no estaban. "Ahí me fui a la UDI, porque no quería estar en un partido que se avergonzara de la obra de mi general, si él nos salvó de una guerra civil pues. Así es que como en la UDI sus fotos seguían ahí, pregunté 'dónde firmo' y firmé", recuerda».
A fines de 1997 fue elegido diputado por el Distrito N.° 44 (Concepción, San Pedro de la Paz y Chiguayante), en la zona centro-sur del país. En la Cámara formó parte de las comisiones de Obras Públicas, Transportes y Telecomunicaciones, y de la de Derechos Humanos, Nacionalidad y Ciudadanía.
Contrajo matrimonio con María Norma Herrera Caire, con quien tuvo cinco hijos: Jacqueline  —senadora por la Circunscripción 12, Biobío Costa (2014), intendenta de la Región del Biobío (2010-2011), alcaldesa de Concepción (2000-2010)—, Michelle, Karen, Enrique —concejal por Concepción (2004-2008) y diputado por el distrito N.°44 desde 2010— y Cristián.
Fue encargado del Instituto de Vivienda de Cáritas Chile (INVICA) para la zona centro sur en la década de 1960.
En su calidad de dueño de la Empresa Constructora Rysselberghe y Cia. Ltda, tenía una deuda con CORFO por el no pago de un crédito hipotecario, juicio rol N.º 47.294, del Tercer Juzgado de Letras de Concepción y otra de $514.719.516 (más reajustes de IPC) con la municipalidad de esa ciudad por la extracción y comercialización de áridos sin patente, entre los años 1973 y 1996. Enfrentó una querella en el año 2000 interpuesta por la municipalidad, que quedó sin efecto después de que su hija Jacqueline fuera elegida alcaldesa. Estos problemas lo hicieron retirarse de la política.
Falleció en un accidente automovilístico en el kilómetro 20 de la Ruta Q-57, que une las localidades de Cabrero y Yungay, en la zona centro-sur, el 21 de enero de 2013, a la edad de 75 años. Velado al día siguiente en la iglesia de Lourdes, fue sepultado el 23 en el Cementerio General de Concepción.

## Historia electoral

### Elecciones parlamentarias de 1997
- Elecciones Parlamentarias de 1997 a diputados por el Distrito N.° 44, Concepción, San Pedro de la Paz y Chiguayante[9]

| Candidato                       | Pacto                          | Partido | Votos  | %     | Resultado |
| ------------------------------- | ------------------------------ | ------- | ------ | ----- | --------- |
| José Miguel Ortiz Novoa         | Concertación por la Democracia | PDC     | 41 499 | 30,74 | Diputado  |
| Enrique van Rysselberghe Varela | Unión por Chile                | UDI     | 34 609 | 25,64 | Diputado  |
| Martita Worner Tapia            | Concertación por la Democracia | PPD     | 32 135 | 23,81 |           |
| Iván Eliseo Quintana Miranda    | La Izquierda                   | PC      | 11 280 | 8,36  |           |
| Juan Eduardo King Caldichoury   | Unión por Chile                | RN      | 10 253 | 7,60  |           |
| Luis Álvarez Michea             | Humanista                      | PH      | 2622   | 1,94  |           |
| Viviana Chirino Fernández       | Humanista                      | PH      | 2585   | 1,92  |           |